# Théodore Chabert
Pour les articles homonymes, voir Chabert.
 (mars 2019).
Si vous disposez d'ouvrages ou d'articles de référence ou si vous connaissez des sites web de qualité traitant du thème abordé ici, merci de compléter l'article en donnant les références utiles à sa vérifiabilité et en les liant à la section « Notes et références ».
Théodore Chabert, né le 16 mars 1758 à Villefranche-sur-Saône dans le Rhône et mort le 27 avril 1845 à Grenoble, en Isère, est un général français de la Révolution et de l’Empire.

## Biographie

### Militaire et législateur
Il entre en service dans le régiment de Bourbonnais en décembre 1774. Il s'établit comme chirurgien au Bois-d'Oingt, non loin de Villefranche-sur-Saône, en 1789. Ce vétéran des armées de la République et de l'Empire obtient un avancement rapide en défendant la cause de la Révolution française. Il est général de brigade en l'an II, et sert à l'armée des Pyrénées lorsque Dumouriez le charge le 7 prairial, de s'emparer du col de Banyuls que défendent vigoureusement les Espagnols. Il passe à l'armée du Nord, et pendant la campagne de l'an III, il commande la place de Liège.
En l'an V, il sert à l'armée de Sambre-et-Meuse. Son élection, en l'an VI, au conseil des Cinq-Cents, par le département des Bouches-du-Rhône, interrompt sa carrière militaire. Comme législateur il se fait remarquer par les opinions les plus ardentes. Le 19 thermidor, il propose la formation d'une commission d'examen des marchés relatifs aux fournitures militaires, « marchés, disait-il, pour la plupart fictifs et scandaleux ». L'année suivante, il s'oppose de toutes ses forces au rétablissement de l'impôt sur le sel, et, dans la séance du 22 vendémiaire an VII, il appuie un message du Directoire demandant une levée de 200 000 hommes pour former une armée d'expédition contre l'Angleterre. Il fait ensuite adopter l'établissement d'un hôtel des Monnaies à Marseille. Le 16 brumaire, à l'occasion d'une motion sur les peines dont se rendent passibles les déportés qui s'évadent du lieu de leur résidence, il exalte le 18 fructidor comme ayant sauvé la République.
C'est sur sa proposition que le conseil, en apprenant la prise de Turin, déclare que l'armée des Alpes a bien mérité de la patrie, et qu'il serait pourvu, par une loi, au sort des soldats de cette armée. Le 11 floréal, dans la discussion orageuse que soulève l'arrêté du Directoire qui traduit les naufragés de Calais à un conseil de guerre, il soutient que les lois sur les émigrés rentrés en France sans autorisation leur sont applicables, prétendant que leur naufrage n'a été qu'un moyen pour s'introduire dans l'intérieur et y fomenter la guerre civile. À l'appui de cette opinion, il donne lecture d'une commission d'enrôlement délivrée au duc de Choiseul, l'un d'eux, par le gouvernement anglais.

### Au service de Napoléon

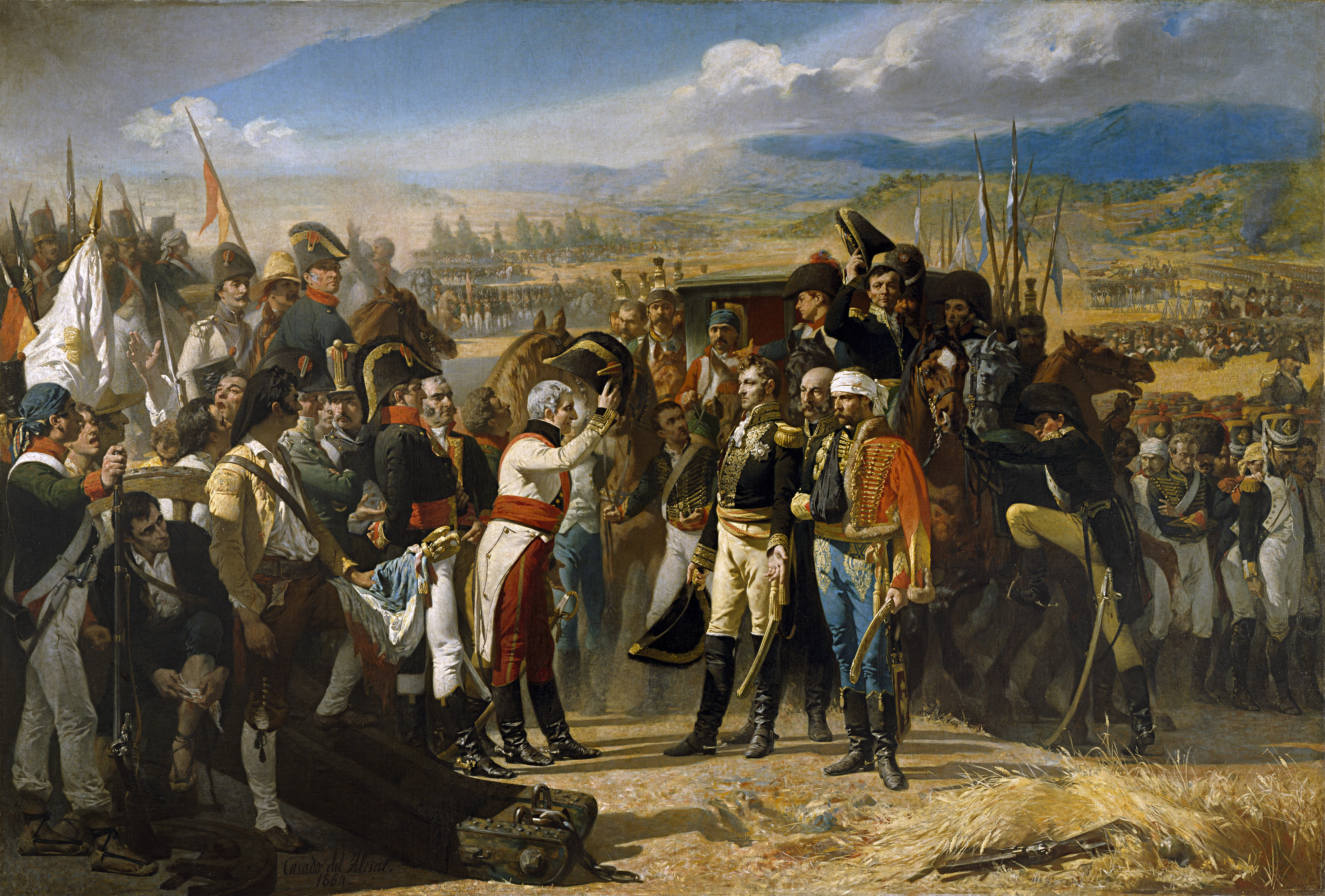
La Reddition de Bailén, le 20 juillet 1808, par José Casado del Alisal.

Le général Chabert sort du Corps législatif après le 18 brumaire, contre lequel il se prononce, et rejoint l'armée du Danube, où il commande la division du Saint-Gothard. Revenu en France en l'an X, après avoir été employé à l'armée de Naples, il vote contre le Consulat à vie. Cet acte d'opposition n'empêche pas le Premier consul de le comprendre dans la promotion de la Légion d'honneur du 19 frimaire an XII, puis de le nommer commandeur de l'ordre le 25 prairial suivant.
En 1808, envoyé en Espagne au sein de la division Dupont de l'Étang, il commande l'avant-garde française lors de la bataille de Bailén, où il a deux chevaux tués sous lui. Pour avoir signé, avec les généraux Vedel et Marescot, la capitulation d'Andujar, il est rappelé, mis en jugement et acquitté de la manière la plus honorable. Néanmoins il cesse d'être employé et demeure en état de surveillance, disgrâce que l'Empereur adoucit en le créant baron de l'Empire en 1809.
En 1814, le général Chabert oublie tout ressentiment pour ne songer qu'aux dangers de la patrie. Il offre au général Dessaix de servir comme volontaire sous ses ordres. Le 1er mars, il assure le succès du combat de Saint-Julien-sous-Genève, et le 30, à la bataille de Paris, sa brigade placée dans le bois de Romainville résiste toute la journée aux attaques de deux divisions russes.

### D'une Restauration à l'autre
La paix le rend encore une fois au repos, et comme il n'adhère pas aux actes du Sénat qui rappellent les Bourbons, il est mis à la retraite le 24 décembre 1814. Les événements du 20 mars 1815 raniment son patriotisme. Il organise de son propre mouvement, un corps de volontaires dans le Dauphiné, et marche contre Loverdo et Gardanne qui paraissent vouloir défendre la cause royale. Il atteint ce dernier sur les hauteurs de Gap, et l'un et l'autre, au lieu de combattre, s'embrassent aux cris de « vive l'Empereur ! ». Nommé quelque temps après lieutenant-général, il commande une division à l'armée des Alpes jusqu'au second retour de Louis XVIII. Chabert est ensuite, en vertu de la loi du 15 novembre 1830, placé dans le cadre de la réserve et il réside à Grenoble jusqu'à sa mort, le 27 avril 1845. Son nom est gravé sur l'arc de triomphe de l'Étoile, côté sud.